# Аленкур (Ардени)
Аленкур (фр. Alincourt) насеље је и општина у североисточној Француској у региону Шампања-Ардени, у департману Ардени која припада префектури Ретел.
По подацима из 2011. године у општини је живело 147 становника, а густина насељености је износила 17,05 становника/km². Општина се простире на површини од 8,62 km². Налази се на средњој надморској висини од 102 метара.

## Демографија
| 1962. | 1968. | 1975. | 1982. | 1990. | 1999. | 2011. |
| ----- | ----- | ----- | ----- | ----- | ----- | ----- |
| 56    | 85    | 79    | 86    | 91    | 78    | 147   |

График промене броја становника у току последњих година